# Paulette Schwartzmann
Paulette Schwartzmann (Kamianets-Podilski, Imperio ruso; 19 de noviembre de 1894-Buenos Aires, c. 1953) fue una jugadora de ajedrez de origen ruso-ucraniano, después nacionalizada francesa y argentina.

## Biografía y resultados destacados en competición
Nacida en Ucrania, en aquel momento parte del Imperio Ruso, emigró a Francia alrededor de 1915. Ganó siete veces el Campeonato de Francia de ajedrez femenino (1927, 1928, 1929, 1931, 1933, 1935 y 1938), aunque fue galardonada con el título sólo en tres ocasiones. Se convirtió en ciudadana francesa el 21 de diciembre de 1932.
Participó dos veces en el Campeonato Mundial Femenino de Ajedrez: en 1933 fue 6.ª en Folkestone (4.º mundial femenino, la campeona fue Vera Menchik) y en 1939 empató para los puestos 9.º-10.º en Buenos Aires (7.º mundial femenino, la campeona fue, de nuevo, Vera Menchik). En septiembre de 1939, cuando estalló la Segunda Guerra Mundial Schwartzmann, junto con muchos otros participantes de la VIII Olimpiada de Ajedrez que tenía lugar en Buenos Aires, decidió permanecer permanentemente en Argentina. Fue campeona femenina de Argentina en 1948, 1949, y 1950 .